# Artim Shaqiri
Artim Shaqiri (mac. Артим Шаќири, Artim Szaḱiri; ur. 23 września 1973 w Liwadzie) – macedoński piłkarz pochodzenia albańskiego grający na pozycji pomocnika. W reprezentacji Macedonii rozegrał 72 mecze i strzelił 15 goli.

## Kariera klubowa
Karierę piłkarską Shaqiri rozpoczął w klubie Wardar Skopje. W 1993 roku awansował do kadry pierwszej drużyny i w sezonie 1993/1994 zadebiutował w nim w rozgrywkach pierwszej ligi macedońskiej. W latach 1994–1995 dwukrotnie z rzędu wywalczył mistrzostwo Macedonii, a w 1995 roku zdobył też Puchar Macedonii. W latach 1997–1998 został wypożyczony do szwedzkiego Halmstads BK, z którym w 1997 roku został mistrzem Szwecji. W sezonie 1998/1999 ponownie grał w Wardarze, z którym sięgnął po krajowy puchar. W 2000 roku trafił na wypożyczenie do niemieckiego drugoligowca, Tennis Borussii Berlin. W Wardarze grał do końca 2000 roku.
W 2001 roku Shaqiri przeszedł do słoweńskiego HIT Nova Gorica. W sezonie 2000/2001 i 2001/2002 zdobył z nim dwa Puchary Słowenii. W trakcie sezonu 2001/2002 grał też w Korotanie Prevalje i tureckim Malatyasporze. Natomiast w sezonie 2002/2003 był zawodnikiem CSKA Sofia, z którym wywalczył mistrzostwo Bułgarii.
Latem 2003 Shaqiri odszedł z CSKA do angielskiego West Bromwich Albion. W 2004 roku awansował z nim z Division One do Premier League. W Premier League w sezonie 2004/2005 rozegrał 3 mecze. W 2005 roku przeszedł do duńskiego Aalborga, a w 2006 roku grał w Finlandii, w Interze Turku.
Rok 2007 Shaqiri rozpoczął od występów w drugiej lidze Szwajcarii, w klubie FC Vaduz z Liechtensteinu. W sezonie 2007/2008 grał w rodzimej Shkëndiji Tetowo oraz w albańskiej Besie Kawaja. W sezonie 2008/2009, ostatnim w swojej karierze, występował w azerskim Qarabağu Ağdam, z którym zdobył Puchar Azerbejdżanu.
| Sezon   | Klub                   | Kraj               | Rozgrywki           | Mecze | Bramki |
| ------- | ---------------------- | ------------------ | ------------------- | ----- | ------ |
| 1993/94 | Wardar Skopje          | Macedonia Północna | Prwa Liga           | ?     | ?      |
| 1994/95 | Wardar Skopje          | Macedonia Północna | Prwa Liga           | ?     | ?      |
| 1995/96 | Wardar Skopje          | Macedonia Północna | Prwa Liga           | ?     | ?      |
| 1996/97 | Wardar Skopje          | Macedonia Północna | Prwa Liga           | ?     | ?      |
| 1997    | Halmstads BK           | Szwecja            | Allsvenskan         | 19    | 4      |
| 1998    | Halmstads BK           | Szwecja            | Allsvenskan         | 24    | 4      |
| 1998/99 | Wardar Skopje          | Macedonia Północna | Prwa Liga           | ?     | ?      |
| 1999/00 | Wardar Skopje          | Macedonia Północna | Prwa Liga           | 9     | 2      |
| 1999/00 | Tennis Borussia Berlin | Niemcy             | Bundesliga          | 14    | 0      |
| 2000/01 | Wardar Skopje          | Macedonia Północna | Prwa Liga           | 8     | 2      |
| 2000/01 | HIT Nova Gorica        | Słowenia           | 1. SNL              | 14    | 3      |
| 2001/02 | HIT Nova Gorica        | Słowenia           | 1. SNL              | 5     | 0      |
| 2001/02 | Korotan Prevalje       | Słowenia           | 1. SNL              | 2     | 2      |
| 2001/02 | Malatyaspor            | Turcja             | Süper Lig           | 23    | 3      |
| 2002/03 | CSKA Sofia             | Bułgaria           | A PFG               | 24    | 6      |
| 2003/04 | West Bromwich Albion   | Anglia             | Division One        | 25    | 1      |
| 2004/05 | West Bromwich Albion   | Anglia             | Premier League      | 3     | 0      |
| 2005/06 | Aalborg BK             | Dania              | Superligaen         | 12    | 3      |
| 2006    | Inter Turku            | Finlandia          | Veikkausliiga       | 12    | 1      |
| 2006/07 | FC Vaduz               | Liechtenstein      | Challenge League    | 10    | 0      |
| 2007/08 | KF Shkëndija Tetowo    | Macedonia Północna | Prwa Liga           | ?     | ?      |
| 2007/08 | KS Besa                | Albania            | Kategoria Superiore | 8     | 1      |
| 2008/09 | Qarabağ Ağdam          | Azerbejdżan        | Premyer Liqa        | 22    | 7      |

## Kariera reprezentacyjna
W reprezentacji Macedonii Shaqiri zadebiutował 28 maja 1996 roku w przegranym 0:3 towarzyskim meczu z Bułgarią. W swojej karierze grał z Macedonią w eliminacjach do MŚ 1998, Euro 2000, MŚ 2002, Euro 2004, MŚ 2006 i Euro 2008. W kadrze narodowej od 1996 do 2006 roku rozegrał 72 mecze i strzelił 15 goli.